# Többszörös lineáris regresszió
A többszörös lineáris regresszió egy függő változó (Y) és kettő vagy több független változó (magyarázó változó) (X1, X2, ..., Xi) közötti kapcsolat leírására szolgáló statisztikai eljárásmód. Azonos kísérleti mintát (vizsgálati személyek csoportja, állatmodellek) leíró változókat a független változóknak a függő változóra vonatkozó prediktív képességét mutatja. Választ próbál adni arra, hogy a független változók egységnyi változása, a függő változó milyen mérvű megváltozását vonhatja maga után. A változók mögött meghúzódó rejtett tendenciák feltárása révén magyarázó modell/ek kialakítását teszi lehetővé. Már a módszer nevéből is kiderül az alkalmazására vonatkozó legfontosabb megszorítás: csak lineáris összefüggések kimutatására alkalmazható.

## A változók típusa
- Mind a függő, mind a független változók magas mérési szintűek (intervallumskála)
- Szélsőséges esetben azonban a független változók lehetnek ordinális (attitűdskála) vagy nominális (dummy változó, például nem) mérési szintűek. Törekedjünk a magas mérési szintű változók alkalmazására.
- Dummy változók lehetséges kódolása:
  - 0: kontroll csoport, 1: kísérleti csoport, vagy
  - 1: férfi, 2: nő
- Számszerűsíthető változókkal dolgozzunk.
- Változóink legyenek folytonosak.
- A függő változóra a véletlen is hat, nemcsak a magyarázó változók.

## Alapegyenlete
Y = β0 + β1X1 + β2X2 + β3X3+ … + βiXi + ε 
- Y: függő változó
- X1, X2, X3, ..., Xi: független változók avagy magyarázó változók
- i: a magyarázó változók száma
- β0: (más jelöléssel α) konstans, állandó érték
  - Megadja a regressziós egyenes és a koordináta-rendszer függőleges (y) tengelyének metszéspontját.
- β1, β2, β3, ..., βi: konstans regressziós együtthatók
  - Megadja a regressziós egyenes meredekségét.
  - Grafikusan jelzi, hogy a független változók egységnyi változása várhatóan milyen mértékben változtatja meg a függő változót.
- ε: hibatényező, hibatag, random error
  - A véletlen szerepét a regressziós egyenletbe bevont ε vagy e vagy, h hibataggal jelöljük.
- Illesztése: A legkisebb átlagos négyzetes távolság kiszámításán alapul.
- Grafikus képe: lineáris összefüggés révén egy egyenes (ebből ered az elnevezés).

## Feltevések
A lineáris regresszió csak akkor alkalmazható, ha az alábbi feltételek teljesülnek:
- Függő és független változókra:
  - Lineárisak
  - A magyarázó változók egymástól nem függnek (nincs köztük multikollinearitás)
- Hibatagokra:
  - Normál eloszlást mutatnak, ha sérül, a statisztikai teszteket csak körültekintően szabad alkalmazni.
  - Varianciája nem függ a modell változóiétól, és állandó értékű.
  - Nagyságuk független a modellbe bevont magyarázó változóktól.
  - Nem korrelálnak sem egymással, sem a magyarázó változókkal.

Ha a feltételek valamelyike nem teljesül, akkor a paraméterbecslés nem lesz megfelelő.

## Elvi menete
1. Pontdiagramm vizsgálat
Mivel a módszerrel történő modellépítés lineáris függvény segítségével történik, ezért első lépésben elengedhetetlen megvizsgálni, vajon változóink közt valóban lineáris-e a kapcsolat. Ha nem az, a regressziószámítás más függvény alapján történő módszerét, például logisztikus regressziószámítást kell alkalmazni. Derékszögű koordináta-rendszerben, a függő változót a függőleges (y, ordináta), míg a független változót a vízszintes (abszcissza, x) tengelyen ábrázolva görbét rajzolunk, ha ez elnyújtott ellipszishez hasonló, akkor a változóink között feltehetően lineáris összefüggés van.
2. Alapegyenlet
- Lásd feljebb
- A modell felállítása az adott egyenlet alapján történik.

3. Paraméterbecslés
- A legkisebb négyzetek módszerével lefolytatott közelítés.
- Gauss német matematikus: 1777-1855 alkotta meg.
- A legkisebb négyzetek módszere: minimalizálja a tényleges és a becsült paraméterrel illesztett modellek négyzetes eltérését, azaz az eltérések négyzetösszegét a lehető legkisebbre redukálja, ezzel minimalizálja a becslésből eredő torzításokat.

4. Standardizált regressziós együtthatók
- A standardizálás eredményeképp létrejövő β együtthatók átlaga 0, míg varianciája: 1.
- Ezek adják a regressziós egyenes meredekségét.

5. Lineáris kapcsolat
- A módszer nullhipotézise szerint a függő és a független változók közt nincs lineáris kapcsolat.
- Ellenőrzése a kétoldali t-próba módszerével történik.

6. Kapcsolaterősség
- Determinációs együttható: r2, értéke 0 és 1 között lehet.
- Megmutatja, mekkora hányadban magyarázzák a független változók a függő változó teljes eltérés négyzetösszegét.
- Ha a meredekség (lineáris együttható standard értéke: β) 0, akkor a determinációs együttható értéke is 0, tehát a vizsgált változók közt nem mutatható ki korreláció.
- A determinációs együttható akkor maximális, ha minden kapott függvényérték a regressziós egyenesen van. Ez az illeszkedés nagyon ritka, általában vannak kilógó értékek. A regressziós egyenes illesztése ezért mindig úgy történik, hogy az egyenes mindkét oldalán nagyjából azonos számban legyenek kilógó értékek. (best fit regression line = legjobban illeszkedő egyenes)
- A 0 és 1 közé eső determinációs együttható értékei mutatják, a változók közötti kapcsolat erősségét, a függő változó független változók általi bejósolhatóságának milyenségét, egyszóval a regressziós függvény értékekre való illesztésének helyességét.
- Az r2 szignifikanciáját az F-próbával ellenőrizhetjük, ami a t-próba általánosításának fogható fel.

7. Predikciós pontosság
- A becslés során fellépő standard hiba kiszámítása.
- A valódi és a becsült értékek közti eltérés detektálása.

8. Reziduumok (hibatagok) szerepe
- A regresszióelemzés elvégezhetőségét korlátozó kikötések részben a hibatagokra vonatkoznak (Lásd előrébb).
  - Multikollinearitás kizárása: két független változó közti korrelációs együttható nem haladhatja meg a 0,7-es, míg a determinációs együttható: 0,5-ös értéket. Ha ilyen mégis előfordul, ki kell hagyni a modellépítésből, mert torzíthatja az eredményeket. Ha mégis benne hagyjuk a modellben, nem leszünk képesek tisztán elkülöníteni a magyarázó változók egyenkénti hatását. Ilyen természetű változónak tekinthető adott modellbe bevont testsúly, testmagasság és életkor.
  - A hibatag várhatóan 0, tehát, az olyan változók, amiket nem építünk be a modellbe, egymást semlegesítve nem hatnak a hibatagra.
  - Hibatag varianciájának állandósága: homoszkedaszticitási feltétel.
  - A hibatagok nem korrelálhatnak egymással, ha mégis, rossz függvénnyel számoltunk, nemlineáris az összefüggés.

## SPSS-ben történő futtatása
1. Analyze/Regression/Linear menüpont
2. Dependent: függő változó bevitele (kizárólag magas mérési szintű)
3. Independent (s): független változók bevitele (Törekedjünk a magas mérési szintűre!)
4. Method:

- Enter:

Az összes független változót bevonja a modellbe, és ezek együttes hatását vizsgálja.
- Forward selection:

A legnagyobb standard regressziós koefficienssel bíró, legerősebb hatású változót építi be először, mielőtt a következőt beépítené, F-teszttel megvizsgálja a program, melyik az a következő változó, mely szignifikánsan növelhetné az R2–értékét, tehát a modell magyarázó erejét. Addig építi be az újabb változókat, amíg tovább már nem növelhető a megmagyarázott hányad. Csak a szignifikáns változókat építi be a modellbe. Az újabb és újabb változók egymás elől „happolják el” a magyarázó erőt.
- Backward elimination:

Első körben minden változót beépít a modellbe, majd azokat eliminálja, melyek kivételével nem csökken szignifikánsan a modell magyarázó ereje. A nem szignifikáns hatásúakat kizárja a modellből.
- Stepwise regression (selection)

Az előző két módszert kombinálja. Elsőként a legnagyobb standard regressziós együtthatóval bíró változót viszi be a modellbe, majd fokozatosan a többi kisebb erejűt, miután bevitt egy változót, megvizsgálja, mely változó vehető ki az alakulóban lévő modellből úgy, hogy az R2 értékét szignifikánsan csökkentené a kivétel. A legjobb magyarázó változók kiválasztását célzó automatikus modellépítési módszer. Használata javasolt epidemiológiai vizsgálatokra és feltáró vizsgálatokra, adott változókra építhető alternatív hipotézisek kialakítására.
- Mielőtt Ok-t nyomnánk, ellenőrizzük a Statistics gomb benyomásával a kiegészítő beállításokat:
  - Estimates
  - Confidence intervals
  - Model fit
  - Descriptives bejelölve, Continue, majd OK.

## SPSS output

### Correlations
Korrelációs mátrix, a Descriptives beállítása miatt számolta. Láthatjuk a függő és a független változók közötti kapcsolat meglétét, vagy hiányát, a kapcsolat erősségét. A multikollinearitást is ki tudjuk zárni a független változók egymás közötti korrelációs értékeinek vizsgálatával.

### Model Summary
Többváltozós regressziós modell összefoglalását bemutató táblázat.
- R2 A kapcsolat erősségét jelzi arra vonatkozóan, hogy a független változók, mekkora mértékben jelzik előre a függő változót. Ez az úgynevezett többszörös determinációs együttható, mely a modell magyarázóerejét mutatja. Ha ezt az értéket százzal szorozzuk, megkapjuk azt a százalékot, hogy hány százalékban magyarázzák a független változók a függő változót.
- Adjusted R Square: Magyarázóerő nagysága. Azt mutatja, hogy a független változók együttesen a függő változó varianciájának hány százalékát magyarázzák.

Korrigált R2: A független változók szám, és a minta nagysága segítségével módosított R2 érték, az alapsokaságra vonatkoztat. Annál jobba modellünk, minél közelebb van egymáshoz a korrigált és a korrigálatlan R2 érték.

### ANOVA
Többváltozós regressziós modellre számított ANOVA táblázata.
Az F-próba segítségével alátámasztható vagy megdönthető a nullhipotézis, mely szerint R2 nulla, tehát a változók közt nincs kapcsolat. p <0, 05 esetén elvetjük a nullhipotézist, tehát a függő és a független változók közt kapcsolat van. Ha a nullhipotézis igaz, és a változók közt valóban nincs kapcsolat, akkor ez grafikon formájában az x- tengellyel párhuzamos egyenes képében manifesztálódik, mely 0 meredekségű.

### Coefficients
Regressziós együtthatók becslését bemutató táblázat. A t-próba szignifikanciaszintjével kell kezdeni, ugyancsak p <0, 05 esetén a szignifikáns változók bekerülhetnek a modellbe. A változóknak egy irányba kell mutatniuk, különben műtermékekhez juthatunk. Elvégzése előtt ellenőrizzük például, hogy skáláinkra igaz-e ez az egy irányba mutató feltétel.
- Constant: a regressziós egyenletbe kerülő állandó, míg a változó neve melletti szám, maga a regressziós együttható, amely bekerül az egyenletbe (Lásd feljebb). Standardizált regressziós koefficiens Beta lehetővé teszi a regressziós koefficiensek korrekt összehasonlíthatóságát. Az a független változó gyakorolja a legnagyobb hatást a függő változóra, melyre ez az érték a legmagasabb.

## Kapcsolat más statisztikai próbákkal

### Korrelációszámítás
- A korreláció számítása csak arra ad választ, hogy a függő és a független változók közt van-e kapcsolat, ellentétben a regressziószámítással, nem ad adatokat a kapcsolat természetére, finomabb jellemzésére vonatkozóan.
- Ha a korrelációs koefficiens két változó közt szignifikáns, akkor a lineáris regresszió is szignifikáns lesz.
- Korrelációszámításnál mindegy, melyik változónk a függő, illetve a független, ellenben lineáris regressziószámításnál ez nem felcserélhető.

## Többszempontos ANOVA
- Logikai párhuzam vonható a kétfajta magyarázó modell felállítását célzó műveletekre.
- Mindkettő több független változónak egy adott függő változóra gyakorolt hatását, a függő változó független változók általi megmagyarázható százalékát próbálja prediktálni.
- Legfőbb eltérés az alkalmazott változók mérési szintjében van.

## Gyakorlati alkalmazások
Pszichológiai jelenségek hátterében sokszor lineáris kapcsolat áll. A munkára való motiváltság és a teljesítmény kapcsolata tipikusan ezek közé tartozik, de ide sorolható az autoriter attitűd és a konvencionalitás vagy akár az emocionális kontroll, frusztrációtűrés és a nyílt düh kifejezési mód összefüggése. A lineáris regressziószámítás az egyik leggyakoribb és leginkább előretörőben lévő statisztikai eljárás, egyes orvosi szaklapok, bizonyos kísérleti protokollból származó adatok esetében például ehhez kötik az egyes cikkek közlését. A világ eseményeit multikauzális okság köti egybe, ebből kifolyólag a társadalomtudományok egyike sem nélkülözheti eredményeinek kiértékeléséhez ezt az adatelemzési módszert. A gyakorlati életben a politika és a piackutatás egyaránt alkalmazza.

## Excel parancsfájlok felhasználása a többszörös lineáris és logisztikus regressziós modellek becslésénél
- A többszörös lineáris regressziós modellek becslésére számos program ál rendelkezésre, pl.: SPSS, BMDP, SAS, STATISTICA, MINISTAT, MINITAB, EViews stb. Az eladásra szánt programcsomagok általában „fekete dobozként” működnek, azaz a felhasználó nem látja, azt, hogy mi történik a háttérben, a bevitt input és az értelmezendő output jelenik meg csupán. A programok használatához szükséges-legtöbbször az Amerikai Egyesült Államokban kiadott-szakkönyvek nehezen beszerezhetőek és drágák. Az ilyen szoftverekkel kapcsolatos további gond az is, hogy folyamatosan újabb verzióik jelennek meg, ami széleskörű alkalmazásuk lehetőségét megnehezíti. Drágítja a felhasználásukat továbbá, hogy az éves licencdíj kifizetésén túl a gépszám függvényében gyakorta külön díjat kell fizetni. A felsőoktatásban sok esetben a szoftverek, elsősorban az SPSS csak az egyetemi/főiskolai számítógépeken érhetőek el, a hallgatók otthoni számítógépükre legálisan nem telepíthetik azokat. A különböző szoftverek emellett különböző felhasználói felülettel rendelkeznek. A „preferált” csomag kiválasztása így meglehetősen önkényes. A különböző formátumok miatt a programcsomagok közötti váltás némely esetben gondokat okoz. Az interneten található, ingyenesen letölthető ökonometriai programcsomagok, mint például az egyik legismertebb és legelterjedtebb gretl (Gnu Regression, Econometrics and Time-series Library, http://gretl.sourceforge.net/), igen sokoldalú szolgáltatást nyújtanak, de az elméleti háttér feldolgozásához a megadott angol nyelvű szakirodalmat is be kell szerezni és el kell sajátítani.
- A Microsoft Excel messze legfontosabb előnye, hogy az Office csomag elterjedése miatt szinte mindenhol megtalálható. Általános elérhetősége egyben azt is jelenti, hogy az emberek és a kisvállalkozások, akik a drága, és folyamatosan friss verziókkal jelentkező szoftvereket nem képesek megvásárolni-elemzési-prognosztikai eszköztárát is erősítheti. Megemlítjük továbbá azt a fontos tényt, hogy a statisztika oktatásában ma már Magyarországon, a nagyobb egyetemeken és főiskolákon az Excel, mint táblázatkezelő szoftver elterjedt, főként könnyű elérhetősége okán. A Microsoft Excel alapszolgáltatásainak használata terjedt el az oktatásban és az üzleti életben Magyarországon, pedig Excel ennél többre képes, lehet batch file-okat, kötegelt parancsállományokat (a továbbiakban parancsfájlokat, illetve programokat) készíteni. Véleményünk szerint az adatelemzés öt szintje oldható meg az Excellel: Az első szint az, amikor a Függvény beszúrása varázslót (ikont) használjuk, tehát beépített statisztikai, matematikai és trigonometriai, mátrix, adatbázis stb. függvényeket alkalmazunk. A második szint, amikor az Eszközök – Adatelemzés menüpont szolgáltatásait (pl. regresszió, trendszámítás, előrejelzés stb.) használjuk. A harmadik szint, amikor magunk írunk konkrét adatsorhoz vagy adatsorokhoz képleteket, mivel nem minden feladathoz áll rendelkezésre megírt függvény. A negyedik szint az, amikor parancsfájlokat készítünk – vagyis a harmadik szintet általánosítjuk – aminek felhasználásával az általunk megadott adatbázis terjedelméig (ez az adatbázisok sajátosságainak függvényében 25 – 10000 megfigyelés) új adatbázisok felhasználásával korlátlan számban számításokat végezhetünk a programozott képletek, illetve függvények alkalmazásával. Gyakran igen sok számítást kell elvégezni. Eben az esetben az idővel való takarékos gazdálkodás a cél, mert gyakran a harmadik szintnél egy feladatsor számításainak elvégzése több óra, vagy több nap, amit a parancsfájlok felhasználásával egy perc alatt el lehet végezni. Az ötödik szint az, amikor a feladat a hagyományos módon nem oldható meg. A logisztikus regressziós függvények nem linearizálhatók, de iterációs eljárással, a paraméterek változtatásával a paraméterek becsülhetők, meghatározható egy olyan függvény, ahol a többszörös determinációs együttható a legnagyobb. Többek között a következő Excel parancsfájlokat dolgoztuk ki: korreláció- és regressziószámítás, sztochasztikus kapcsolatok elemzése és egyes speciális alkalmazások: pl. késleltetett regressziós modellek, CES-függvények, logisztikus regressziós függvények. Az Excel a Visual Basic for Applications (VBA) felhasználásával programozható, így ezek a feladatok egy iterációs eljárással megoldhatók. A negyedik és ötödik szint további előnye az, hogy szakértői értékelésre is felhasználhatók, vagyis javaslatot lehet tenni a különböző modellek elfogadására vagy elutasítására.
- Excel parancsfájlok. 2006–2014. A Pécsi Tudományegyetem Közgazdaságtudományi Karán Sipos Béla és Kehl Dániel [1] Magyarországon elsőként dolgozták ki az Excel parancsfájlokat, megoldották az iterációs problémákat is. Letölthető a kézikönyv és a parancsfájlok: [2] A bemutatásra kerülő parancsfájlok a korrelacio-regresszio.zip fájlban találhatók meg.
- Az Excelparancsfájlok használata egyszerű és felhasználó barát. A munkalapokat egységes szerkezetben építettük fel. A változtatható, illetve megadható vagy megadandó adatokat sárga mezők jelölik, az eredményeket pedig egységes struktúrában, illetve szóhasználattal kívántuk megjeleníteni. A megértéshez szükséges végeredmények, és az egyes cellák számításához használt képletek valamennyi cella esetén láthatóak. Természetesen a képletek, függvények olvasásához alapvető táblázatkezelési ismeretek elengedhetetlenek, ezzel a számítás menete követhetővé válik. Szintén nagyon fontos, hogy egyetlen cella, vagy vezérlőelem (Checkbox, legördülő menü stb.) megváltoztatása az eredmények azonnali változását vonja maga után. Az adatok törlése ikonra kattintva az adatok törlődnek, utána az új adatokat bemásolva a program a számításokat elvégzi. Minden Excel parancsfájl tovább fejleszthető és programozható. A kézikönyvön kívül mindegyik Excel parancsfájlban mintaadatok és segítség munkalap található, továbbá az Excel beállításain változtatni kell a kézikönyv utasításai szerint.
- A többváltozós korreláció- és regressziószámítás. (regresszio.xlsm)

A program (regresszio.xlsm) a regressziószámítást maximum 16 magyarázóváltozó és 2000 megfigyelés esetében végzi el. Ha 16 magyarázóváltozónál több változó van a modellben, ami ritkán fordul elő, az se jelent gondot, mert pl. ha 24 magyarázó változó van, akkor két modellt futtatunk le, 12-12 magyarázó változóval és a 4-4 nem szignifikáns változót kihagyjuk. Így megkapjuk azt a 16 változót amivel dolgozhatunk. A programban megjelenő színeknek külön jelentése van. A halványsárga cellák változtathatók, itt történik meg az adatok bevitele, a kívánt szignifikanciaszint beállítása, valamint a becslés/előrejelzés adatainak megadása. A tesztek végeredményei színes számokkal jelennek meg a fájl-ban. A modell ellenőrzésénél háromféle színt alkalmaztunk, a modellezést zavaró eredmények piros, a megfelelő eredmények zöld, a nem egyértelmű eredmények kék színnel jelennek meg.
A regresszio.xlsm program nyolc munkalapból áll, amelyek rendre:
Adat
Mátrix
Maradék
Multikollinearitás
Autokorreláció
Homoszkedaszticitás
Idősoros adatok-példa
Keresztmetszeti adatok-példa
A regresszio.xlsm program felhasználása nagymértékben segíti a modellezést. Igen gyorsan ki lehet értékelni a különböző magyarázó változók kombinálása, illetve a vizsgált adatállomány változtatása (kiegészítése vagy csökkentése) esetén előálló regressziós modelleket, tehát azt, hogy az elméleti és szakmai feltételeknek melyik változat felel meg leginkább. Nem csak a modell globális és parciális tesztelésének az eredményét látjuk azonnal, hanem idősorok esetén az autokorreláció tesztjeit, keresztmetszeti adatoknál pedig a homoszkedaszticitás tesztjeit is értékelhetjük, valamint a reziduum ábrákat is elemezhetjük. Multikollinearitás esetén, ha értelemszerűen két vagy több magyarázó változó van a modellben, akkor több teszt elemzésére van lehetőség. A bevont változókat cserélhetjük a paraméterek soraiban a Bevonjuk oszlopban a pipa jel beírásával vagy törlésével. A változók cseréjének hatására azonnal módosulnak a teszt eredmények és azokat gyorsan ki lehet értékelni. 
- Késleltetett regressziós modellek. (Késleltetettmátrix.xlsm)

A gazdasági életben gyakran tapasztaljuk, hogy egy esemény (folyamat) vagy döntés hatása csak némi késéssel, időben elhúzódva észlelhető. Tipikus példa erre a beruházás és a termelés, illetve az értékesítés kapcsolata, az import és az export (vagy belföldi) ár közötti összefüggések stb. A gazdasági jelenségek elemzésére, leírására szolgáló modellek egyik csoportja adott időpontban vagy időszakban fennálló bonyolult kölcsönkapcsolatok leírására, elemzésére szolgál, tehát egy adott (vagy feltételezett) állapotot kíván leírni. (pl. az optimalizálási feladat, egy adott időszak rögzített költség- és árviszonyai mellett keres optimális termelési programot, rögzített erőforrás és kereslet korlátok mellett). Ezeket a modelleket statikus modelleknek szokták nevezni. A modellek másik csoportja a gazdasági folyamatok mozgástörvényeit vizsgálja (pl. a gazdasági növekedés tényezőit) s arra ad választ, hogy hogyan befolyásolják az egyes jelenségek pillanatnyi állapotát saját vagy más jelenségek korábbi állapotai. Az ilyen kérdéseket vizsgáló modelleket dinamikus modelleknek hívjuk. Dinamikus összefüggés alatt azt értjük, hogy különböző időponthoz, vagy időszakhoz tartozó változók közötti összefüggéseket vizsgálunk. Statikus modellel csak stabil végállapotot lehet modellezni. Stabil viszonyok csak rövid ideig léteznek a gazdasági életben. A klasszikus newtoni fizika szerint a mozgás folytonos és így folytonos függvénnyel leírható. A newtoni fizika szerint a mozgást meghatározó erők hatásukat késleltetés nélkül fejtik ki. Pl. a rezgőmozgás esetén a nyugalmi irányba ható erő minden időpontban arányos a nyugalmi helyzettől való eltérés (a kitérés) távolságával. Gazdasági mozgások leírásával ez az eszköz nem hatékony, mert:
a megfigyelés diszkrét és rögzített időpontokhoz kapcsolódik. A mérés eredménye így eltérő lehet, ha napi, ha heti, ha havi, ha negyedévi vagy ha évi adatokkal dolgozunk.
nem végtelen kicsi, hanem véges, sőt gyakran igen hosszú reakcióidővel kell számolni.
A késleltetés okai (akció és reakció időben szétválik):
A felismerési késés. A megfigyelés, regisztrálás, összegzés, feldolgozás időt igényel. (pl. tartós fo-gyasztási cikkeket ritkábban vásárolunk)
Döntési késés. Időre van szükség a döntések meghozatalára és végrehajtására.
A technológiai késés (oka a gyártási idő).
A folyamatok tehetetlenségéből adódó késés.
Spekulációs késés, amikor pl. az eladók áremelkedésre számítanak, és ezért készleteznek.
Egyéb okok, pl. szervezeti késleltetés, a bürokrácia tehetetlensége és lassúsága stb.
A késleltetettmátrix.xls parancsfájl kéri: a megfigyelt időpontokat, az eredményváltozó (Y) és magyarázóváltozó (X) adatsorokat melyek között késleltetett hatás feltételezhető. Ennek alapján elkészíti a grafikus ábrát, ahol már ellenőrizhető, hogy a magyarázóváltozó és az eredményváltozó között van-e késleltetett kapcsolat, ugyanis pl. ebben az esetben, az X növekedő szakaszát az Y növekedő szakasza később követi és fordítva, az X csökkenő szakaszát az Y késve követi. Ezt követően közli a program az adatsorok késleltetett értékeit a késleltetett munkalapon és elkészíti külön-külön munkalapokon a 12 késleltetett modell adatmátrixát (ezek: Fisher1, Fisher2, Fisher3, Alt1, Alt2, Alt3, Alt4, Koyck1, Koyck2, Almon, Pascal2, Pascal3) Az adattranszformáció után a regresszio.xls parancsfájl felhasználásával lehet modellezni és ellenőrizni a késleltetett regressziós modelleket.
- C-Dtermelésifüggvényátlagéshatármutatói.xls parancsfájl működése

A hatványkitevős, Cobb-Douglas (C-D) termelési függvény modellezése. 
A program kiszámítja először a hatványkitevős (Cobb-Douglas) termelési (regressziós) függvény paramé-tereit a logaritmizált függvény alapján, majd közli a transzformált volumenhozadék értékeket, továbbá a becsült eredményváltozó vektort logaritmizált és természetes formában. Ezt követően kiszámítja az átlag- és a határmutatókat a következő sorrendben: átlagtermelékenységek, technológiai koefficiensek, technikai felszereltség, határtermelékenységek, parciális rugalmasságok, helyettesítési határarányok, közvetlen akcelerátorok, keresztakcelerátor, hozadékok. Az ábrák munkalapon pedig ábrázolja is a kiszámított átlag- és határ-mutatókat. mutatókat is.
- A CES-függvény becslése. (CES1.xlsm, CES2.xlsm CES3.xlsm)

A hatványkitevős regressziós (Cobb – Douglas – típusú) termelési függvények széleskörű elterjedése, nép-szerűsége a függvény egyszerű és könnyen kezelhető matematikai alakjának tulajdonítható. Probléma vi-szont az, hogy a helyettesítési rugalmasság értéke előre rögzített, eggyel egyenlő érték lehet csak. Ezt a korlátot oldották fel a CES (állandó helyettesítési rugalmasságú) termelési függvény kidolgozói. A CES függvénynél a helyettesítési rugalmasság értékét a konkrét termelési függvény eredményeként határozzák meg. Ebben az esetben a helyettesítési rugalmasság állandó, de nem feltétlenül egyenlő eggyel, viszont ér-téke nem lehet negatív. A CES függvény öt becsült paraméterével sokoldalúbban írja le a fejlődést, mint a három paraméteres Cobb-Douglas termelési függvény. Ugyanakkor a CES függvény becslése bizonyos problémákat vet fel. Szükség van a munkaerő és az állóeszköz "ára" becslésére és ez sok bizonytalanságot visz a modellbe. Iterációs eljárással viszont a munkaerő és az állóeszköz "ára" ismerete nélkül is meghatá-rozható az a függvény, ami mellett a többszörös determinációs együttható értéke a legnagyobb. A feldolgozható legnagyobb adatállomány esetében a megfigyelések száma 500.
1. Módszer CES1.xlsm
Keresés gombra kattintva az Opt W vektorban megkeresi azt a helyettesítés rugalmasság, illetve az ebből számított helyettesítési paraméter értéket és az elosztási paramétereket amelyek esetében az illesztés a legjobb, tehát a többszörös determinációs együttható a legnagyobb. Ezt követően a CES regressziós függvény becsülhető.:
2. Módszer CES2.xlsm
A CES függvény kidolgozói, abból indultak ki, hogy a munka átlagos termelékenysége és a munkabér kö-zötti empirikus összefüggés magában foglal egy hatványkitevős regressziós függvényt. A munkabér ismeretében két lépésben a CES-függvény becsülhető. 
3. Módszer CES3.xlsm
A módszer alkalmazásához szükség van a munkaerő és az állóeszköz árára is. Ebben az esetben két lépésben, iterációk nélkül megbecsülhető a CES-függvény.
- Logisztikus regressziós függvények. (logisztikusregresszio.xlsm)

A logisztikus regressziós függvények kezdetben konvex, később konkáv függvénygörbét írnak le. A parancsfájl a Pearl–Reed-féle logisztikus és az általánosított Richards-féle regresszió becslését végzi el. 
A fájlban a cellák színezése jelentőséggel bír: a halványsárga cellák szabadon változtathatók, a zöld cellák az egyes paraméterek javasolt kezdeti értékeit adják meg, míg a fehér cellák számítási (rész)eredményeket tartalmaznak. A színezés alapján látható, hogy a fájl maximálisan 1000 hosszúságú idősor feldolgozására képes. Az induló paraméterek természetesen nem minden esetben adnak tökéletes javaslatot, így lehetőség van a paraméterek kézi vezérlésére is. Valamennyi munkalap tartalmaz olyan parancsgombokat, melyek a paraméterek finomhangolását végzik el (Opt. mind). A parancsgombok az Excel beépített Solver funkcióját hívják meg, a célfüggvény pedig a többszörös determinációs együttható maximalizálása az egyes paraméterek iteratív változtatásával. Lehetőség van arra is, hogy a Solver a (kézzel, szakértői becslés alapján beállított) telítődési paraméter értékén ne változtasson, ekkor csupán a többi paraméter nagyságát fogja a program meghatározni (Opt. K nélkül). Az Excel beépített Solver csomagja nem képes minden esetben glo-bális optimumot találni, így érdemes az illesztést több különböző, kézzel beállított indulóértékkel elvégez-ni. A Solver ebben az esetben a túlságosan nagy paramétert nem mozdítja el kezdeti értékéről. A megoldás az eredeti adatsor dimenziójának változtatása (pl. 1000-rel való osztás).
- Kehl Dániel-Sipos Béla. Excel parancsfájlok felhasználása a statisztikai elemzésekben. Oktatási segédlet. Gyakorlati alkalmazások. OSZK-MEK (PDF és XLSM) (magyar nyelven). (Hozzáférés: 2022. március 1.)